# حکومت مغان
حکومت مغان حکومتی است که توسط دِنیکِنها و کمیتة ملی روس باکو پس از سقوط کمون باکو در سال ۱۹۱۸ تأسیس شد. این حکومت مقر روس‌های سفید در قفقاز شد. با تأسیس آن تعدادی از دهقانان و کارگران مغان به رهبری بلشویکها شروع به مقاومت علیه آن کرده و سرانجام این حکومت به رهبری بلشویک‌ها سرنگون شد. بعد از آن بلشویک‌ها جمهوری شوروی مغان را تأسیس کردند.